# 西大家駅
西大家駅（にしおおやえき）は、埼玉県坂戸市大字森戸にある東武鉄道越生線の駅である。駅番号はTJ 42。

## 歴史

### 年表
- 1936年（昭和11年）2月28日：開業[1][2]。
- 1963年（昭和38年）5月16日：西大家信号所 - 日本セメント埼玉工場間の専用線が運用開始。
- 1984年（昭和59年）8月1日：西大家信号所 - 日本セメント埼玉工場間の専用線が廃止。

### 駅名の由来
- 当駅開設当時の村名「大家村」による。ただし、1945年（昭和20年）までは隣に大家駅が存在し、その西隣だったため「西」が付いた。

## 駅構造
単式ホーム1面1線を有する地上駅。ホーム・駅舎は線路の北側にある。自動改札機設置。2012年度に多機能トイレが新設された。
係員が不在となる時間帯がある。その際、きっぷの精算や問い合わせは、インターフォンや集札箱での対応となる。
かつては当駅の一本松寄りに所在する西大家変電所付近に「西大家信号所」があり、日高市にある日本セメント（現・太平洋セメント）の埼玉工場まで専用線が延びていた（後述）。

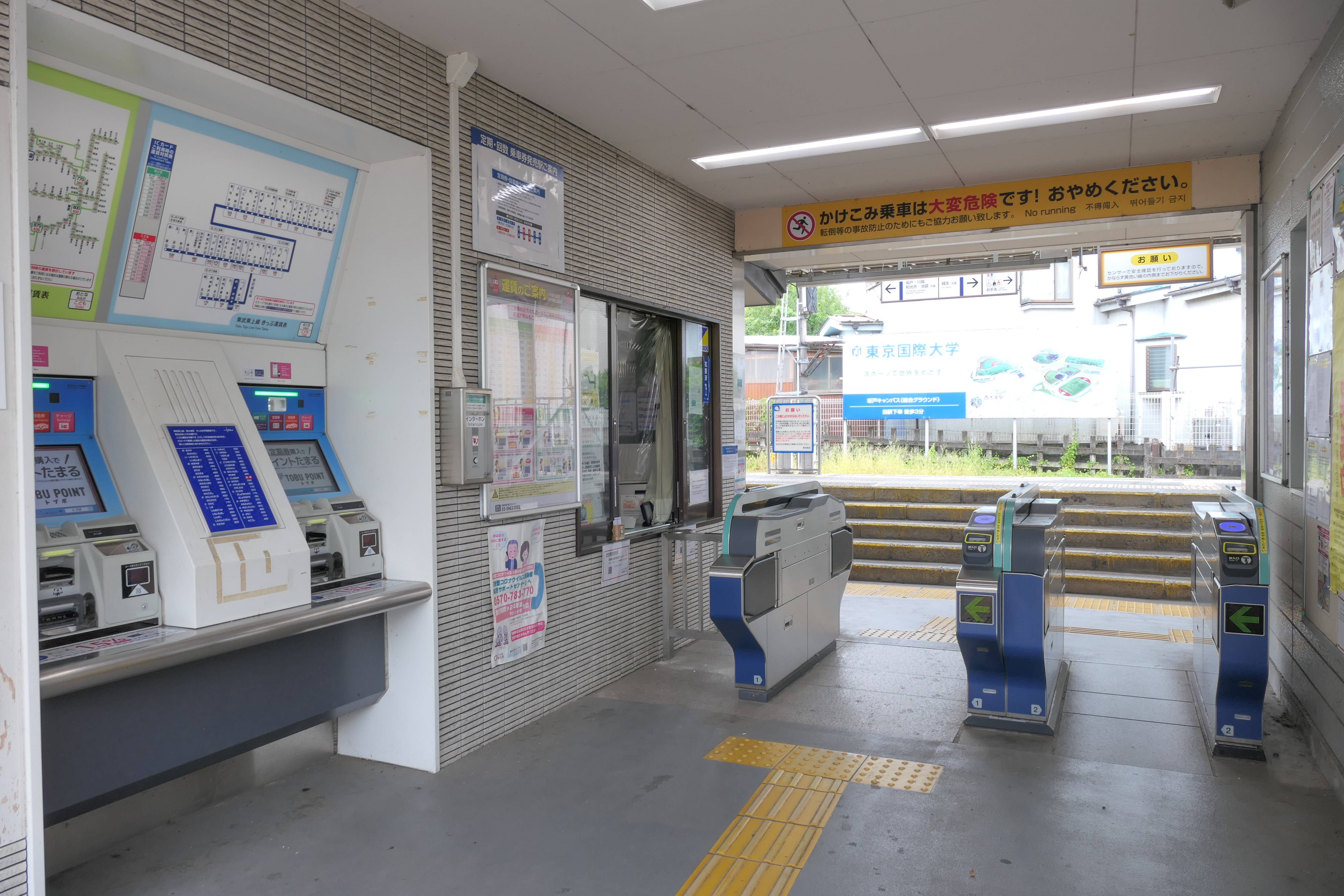
改札口（2021年7月）
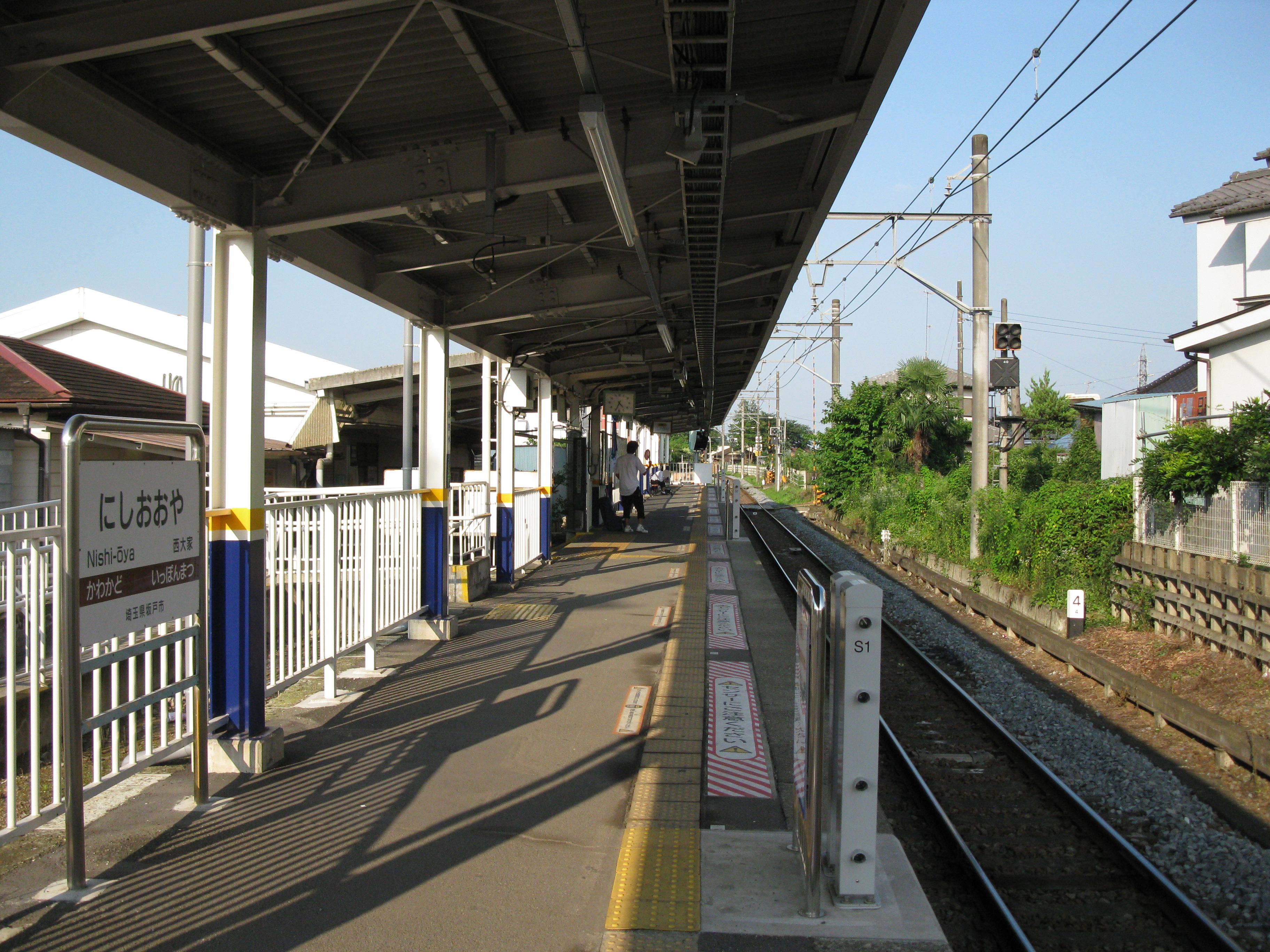
ホーム（2009年8月）

## 利用状況
2024年度の1日平均乗降人員は3,715人である。
近年の1日平均乗降人員の推移は下表のとおりである。
| 年度               | 1日平均 乗降人員 | 出典        |
| ------------------ | ---------------- | ----------- |
| 2015年（平成27年） | 3,973            | [ 東武 3 ]  |
| 2016年（平成28年） | 3,941            | [ 東武 4 ]  |
| 2017年（平成29年） | 4,018            | [ 東武 5 ]  |
| 2018年（平成30年） | 4,020            | [ 東武 6 ]  |
| 2019年（令和元年） | 3,981            | [ 東武 7 ]  |
| 2020年（令和02年） | 2,917            | [ 東武 8 ]  |
| 2021年（令和03年） | 3,489            | [ 東武 9 ]  |
| 2022年（令和04年） | 3,715            | [ 東武 10 ] |
| 2023年（令和05年） | 3,789            | [ 東武 11 ] |
| 2024年（令和06年） | 3,715            | [ 東武 1 ]  |

## 駅周辺
駅のすぐ東側に鶴ヶ島市との境界があり、日高市との境界も駅南西400 mほどのところにある。駅の西側には、かつて鎌倉街道上道が通っていた遺構が残っている。
- 埼玉県立坂戸西高等学校
- 東京国際大学坂戸総合グラウンド
- 国渭地祇（）神社
- 西入間警察署大家駐在所
- 坂戸森戸郵便局

## バス路線
最寄りのバス停は「西大家駅」停留所と駅から南東約200 mにある「町屋転回所」停留所であり、下記の各路線が発着する。
| 乗り場     | 運行事業者   | 系統                           | 行先                    | 備考 |
| ---------- | ------------ | ------------------------------ | ----------------------- | ---- |
| 西大家駅   | さかっちバス | さかっちバスおおや線           | 川角駅入口 / 坂戸市役所 |      |
| 町屋転回所 | つるバス     | つるワゴン上新田・若葉駅西口線 | 池尻池公園 / 若葉駅西口 |      |

## 日本セメント専用線
西大家貨物線（にしおおやかもつせん）は1963年（昭和38年）に開業し、西大家信号所で越生線と分岐し、日本セメント埼玉工場内（現・太平洋セメント埼玉工場）の日高を結んでいた。全線電化である。東上線の高坂駅から分岐する高坂構外側線経由で秩父鉱業東松山採掘場の粘土を仕入れ、日本セメント埼玉工場で生産した製品を下板橋セメント包装所へ輸送することを目的としていた。東武鉄道所属のED5010形電気機関車が専用線に直接乗り入れていた。東上線の貨物廃止でバラ車等によるダンプカー輸送に切り替わり、1984年（昭和59年）に廃止となった。
同工場への専用線は、八高線・川越線高麗川駅から分岐するものも存在し、1999年（平成11年）まで使用されていた。
廃線跡は大部分が道路用地として使われている。

## 隣の駅
東武鉄道
 越生線
一本松駅 (TJ 41) - 西大家駅 (TJ 42) - 川角駅 (TJ 43)